# Stenus neglectus
Stenus neglectus är en skalbaggsart som beskrevs av Thomas Casey. Stenus neglectus ingår i släktet Stenus och familjen kortvingar. Inga underarter finns listade i Catalogue of Life.